# Bevakningsbåt
Bevakningsbåt är en typ av fartyg som används av Försvarsmakten till olika typer av bevakningsuppdrag och försvar mot gränskränkning både ovan och under havsytan.
Ett bevakningsbåtkompani består av 2 till 4 bevakningsbåtar av typ tapper och fungerar bland annat som små, lättrörliga och tungt bestyckade ubåtsjaktenheter.Bevakningsbåt typ 88 är den typ som är i drift sedan 2015 då modernisering av flottan ägde rum. De nya fartygen kan operera enskilt eller i förband. De har fem dygns uthållighet med möjlighet till färskvattenproduktion och förvaring av livsmedel ombord.

## Typer av bevakningsbåtar
- Tapper-klass
- Bevakningsbåt typ 60
- Bevakningsbåt typ 88
- A-slup